# Posie Graeme-Evans
Posie Graeme-Evans (geboren als Rosemary Graeme-Evans um 1952 in Großbritannien) ist eine britische Schriftstellerin, Drehbuchautorin und Produzentin.

## Leben und Karriere
Die Tochter einer Schriftstellerin und eines Piloten der Royal Air Force wuchs in Europa, Asien und Australien auf. Den Großteil ihrer Jugend verbrachte sie in Tasmanien.
Sie begann ihre Karriere zunächst mit kleineren Jobs hinter den Kulissen von australischen und neuseeländischen Fernsehproduktionen. Der Durchbruch gelang ihr 1987 mit der australischen Dramaserie Rafferty’s Rules, für die sie als Produzentin tätig war. Danach übernahm sie die kreative Leitung bei zahlreichen weiteren Serien wie der Kindersendung Elly & Jools und der Mini-Serie Mirror, Mirror.
Von 2001 bis 2009 war sie als Drehbuchautorin und ausführende Produzentin der australischen Erfolgsserie McLeods Töchter tätig. Von 2005 bis 2006 produzierte sie auch die Serie The Alice. 
Ihre Karriere als Schriftstellerin begann sie 2002 mit dem Roman Der Eid der Heilerin. Dabei handelt es sich um den Auftakt einer Buchserie über eine verbotene Liebe im England des 15. Jahrhunderts.
Posie Graeme-Evans war schon mehrfach verheiratet und hat Kinder.

## Werke
- Der Eid der Heilerin (englisch The Innocent), Goldmann 2006, ISBN 3442463165.
- Die Heilerin von Brügge (englisch The Exiled), Goldmann 2006, ISBN 3442459117.
- Der Triumph der Heilerin (englisch The Beloved), Goldmann 2007, ISBN 3442464072.